# Friern Barnet Grammar School
La Friern Barnet Grammar School era una piccola grammar school maschile indipendente situata in Friern Barnet Road, North London, Inghilterra.
Venne fondata nel 1884 come St John's High School for Boys dal Reverendo Frederick Hall del Jesus College di Cambridge, rettore della parrocchia di St James e St John, Friern Barnet, con lo scopo di educare i ragazzi della classe media, in grado di pagare le rette. Questa fu un'iniziativa separata rispetto agli sforzi del reverendo Hall di fornire ai bambini educazione gratuita supportata finanziariamente dai parrocchiani.
Nel 1995 venne assorbita nella fondazione Woodside Park School, poi rinominata The North London International School e oggi nota come The Dwight School London, nota per essere stata una delle prime istituzioni scolastiche ad offrire il Baccellierato Internazionale come un'alternativa ai tradizionali studi britannici A-Level.